# Петар Вукашиновић
Петар Вукашиновић (Нови Пазар, 12. новембар 1979) је филмски и музички продуцент из Београда.

## Каријера
Године 2001. почео је да ради на разним филмским и ТВ пројектима као асистент продукције и менаџер продукције. Од 2004. године, у оквиру продукцијске куће Комуна ради као промотер и организатор многих концерата у Београду и Будви ( Лучано Павароти, Мадона, AC/DC, Metallica, Jamiroquai, R.E.M. и многих дугих).
Од 2009. године је на челу компаније Филм Данас, која се бави производњом играних филмова и ТВ серија. Као извршни продуцент радио је филмове : Заспанка за војнике (2018) и Дара из Јасеновца (2020), као и ТВ серије : Убице мог оца (сезоне 3, 4, и 5), Државни службеник (сезоне 1 и 2) и Певачица (сезона 1).
Поред продукције, Вукашиновић је и гитариста београдског бенда „Психобиље“.

## Филмографија
- 2002 - Новогодишње венчање - организатор
- 2002 - Лисице - асистент директора продукције
- 2004 - Сиви камион црвене боје - асистент директора продукције
- 2018 - Заспанка за војнике - извршни продуцент
- 2018 - 2019 - Убице мог оца (сезона 3) - извршни продуцент
- 2019 - 2020 - Убице мог оца (сезона 4) - извршни продуцент
- 2020 - Дара из Јасеновца - извршни продуцент
- 2021 - Келти (филм) - копродуцент
- 2021 - Певачица (ТВ серија) - извршни продуцент
- 2022 - Убице мог оца (сезона 5) - извршни продуцент
- 2019 - 2022 - Државни службеник (ТВ серија) - извршни продуцент
- 2022 - Бунар (ТВ серија) - извршни продуцент
- 2023 - Убице мог оца (сезона 6) - извршни продуцент
- 2023 - Дара из Јасеновца (мини-серија) - извршни продуцент
- 2024 - Рингишпил (серија) - извршни продуцент
- // - Балада о Пишоњи и Жуги - копродуцент